# Нововисельське сільське поселення
Новови́сельське сільське поселення (рос. Нововыселское сельское поселение) — муніципальне утворення у складі Зубово-Полянського району Мордовії, Росія. Адміністративний центр — село Нові Виселки.

## Населення
Населення — 1378 осіб (2019, 1507 у 2010, 1506 у 2002).

## Склад
До складу поселення входять такі населені пункти:
| Населений пункт        | Населення, осіб (2002) | Населення, осіб (2010) |
| ---------------------- | ---------------------- | ---------------------- |
| Аким-Сергієвка, селище | 418                    | 472                    |
| Нові Виселки, село     | 756                    | 752                    |
| Од-Веле, селище        | 115                    | 80                     |
| Чапаєв, селище         | 217                    | 203                    |